# Eumenestiferus brasiliensis
Eumenestiferus brasiliensis är en stekelart som beskrevs av A.A. Meunissier 1888. Eumenestiferus brasiliensis ingår i släktet Eumenestiferus och familjen Eumenidae. Inga underarter finns listade i Catalogue of Life.